# Тривульцио, Агостино
Агостино Тривульцио (итал. Agostino Trivulzio; 27 сентября, 1485, Милан, Италия — 30 марта, 1548, Рим, Италия) — итальянский кардинал и папский легат. Агостино родом сиз знатной миланской семьи, а также восьмой ребёнок Джованни Тривульцио Ди Боргоманеро и Анжелы Мартиненго из Брешии.

## Биография
Агостино Тривульцио родился 27 сентября, 1485 года в Милане. Про его младенчество и юность ничего неизвестно.

### Переезд в Рим
Вскоре Агостино начал собираться в Рим, при этом был комендантом, а затем кардиналом-протектором бенедиктинского аббатства.
Прибыв в Рим до 1511 он был камергером Папы Юлия II, а затем Протонотарием Апостольского de numero Participantium и носил этот титул даже после кардинала. Но когда папа Юлий II в 1511 году вступил в союз с Венецией и Испанией против Франции, Агостино покинул папский двор и вернулся в Милан. Но когда в 1513 году избрали папу Льва X, это изменило политическую ситуацию и Агостино вернулся в двор.

### Духовная карьера
В пятой консистории папы Льва X по избиранию кардиналов, Агостино был одним из тридцати одного прелата, которого избрали кардиналом. 1 июля 1517 года Агостино избрали кардиналом-дьяконом. А 6 июля назначен дьяконом Сант-Адриана, который когда-то был древнеримским домом Сената.
В консистории 24 августа 1520 года написанной папой Львом X Агостино был назначен администратором епархии Реджо-Калабрии. Потом в сентябре папа Лев X ушёл в отставку, а его заменил его брат Пьетро, который правил епархией 3 года. Затем Агостино возобновил администрацию управления, которую он занимал до 1529 года. Очевидно это было семейное дело и касалось дохода, а не заботы о душах.
3 июня 1521 года он был назначен епископом Алессона.

### Конклав 1521—1522
Папа Лев X умер в воскресенье 1 декабря 1521 года. Конклав должен был выбрать преемника в середине декабря, но кардиналы сами назначали дату на 18 декабря. Но когда кардиналы узнали что кардинал Ивреи Бонифацио Ферреро был задержен испанскими войсками в Павии, конклав перенесли на 26 декабря, дав время кардиналам всё раздумать.
В воскресенье 22 декабря в доме декана Коллегии кардиналов Бернардино де Карвахаля состоялось обычное утреннее собрание кардиналов, но позже в тот же день в доме кардинала Колонны состоялось закрытое собрание, в котором приняли участие четырнадцать кардиналов и представители четырех других кардиналов. Их целью было помешать избранию кардинала Джулио де Медичи, который был любимым кандидатом испанцев. Среди несогласных были кардинал Агостино Тривульцио и кардинал Скарамучча Тривульцио, оба члены французской фракции. Большое число кандидатов также было против Медичи, разделяя голоса между десятком или более претендентов. Медичи контролировал около пятнадцати голосов, и он был в состоянии блокировать любого неугодного кандидата, отказывая ему в канонически требуемых двух третях голосов, но он понимал, что сам не был избран. Только 9 января 1522 года, после десятого голосования, были проведены успешные выборы, когда стало известно, что император Карл V благоволит своему регенту в Испании кардиналу Адриану Деделю (известный как папа Адриан VI), епископу Тортосы.

### Конклав 1523
Но Адриан недолго простоял на посту, и 14 сентября 1523 года умер от болезни почек. В четверг 1 октября 1523 конклав открыл церемонию по избранию преемника Адриана с участием тридцати пяти кардиналов. Конклав был закрыт 2 октября. Франциск I отдавал предпочтение кардиналу Фиески, потом кардиналу Содерини, затем кардиналу Скарамузии Тривульци. Генрих VIII поддерживал кардинала Уолси, затем кардинала Медичи, далее кардинала Фарнезе и кардинала Кампеджио. Император Карл V предпочел кардинала Колонну, который был его личным другом, а затем кардинала Медичи. Его обещанная поддержка английского кардинала Уолси состояла в том, что герцог Сесский объявил, что император поддерживает Уолси. Но Уолси не было в Риме, и кардиналы поклялись никогда больше не избирать отсутствующего. Адриана Утрехтского им было более чем достаточно.
5 октября кардиналы завершили свою избирательную капитуляцию. 6 октября прибыли три французских кардинала: Франсуа де Кастельно де Клермон, Луи де Бурбон-Вандом и Жан де Лотаринг, и они принесли известие, что король Франциск I против кардинала Медичи. Это привело к тупику между французской и империалистической партиями, который окончательно разорвался в ночь с 17 на 18 ноября из-за капитуляции кардинала Помпео Колонны, личного врага Медичи, а кардинал Джулиано де Медичи стал папой Климентом VII.

### Дополнительно
26 сентября 1522 года Агостино назначили администратором епархии Боббио папой Адрианом VI.
22 июня 1524 года папа Климент VII назначил его епископом Тулона, занимая этот пост до 7 июня 1534 года, уступив пост двоюродному брату Антонио Тривульцио.
С 15 сентября 1525 года по 18 октября 1525 года Агостино был администратором Ле-Пюи-ан-Веле.
6 мая 1526 года он был назначен управляющим епархией Авранша, а 19 октября 1526 года уступил этот пост Жану де Ланьяку, члену Королевского совета.
В 1524—1525 годах Агостино построил виллу к востоку от Рима, недалеко от источника Аква Адриа, в Сульмоне. Он был обставлен садами и украшен античными скульптурами.

### Дипломат
В консистории 7 декабря 1526 года Агостино был назначен легатом де Латере Мариттимы и Кампании и послан в папскую армию, которая противостояла агрессии войск кардинала Помпео Колонны в революции против папы Климента VII. В конце марта он был послан в Гаэту для переговоров с испанским вице-королем Неаполя Ланной о возвращении некоторых городов захваченных Неаполем, и о возвращении папского флота. 3 апреля 1527 года он вернулся в Курию.
Когда войска Испании, германского ландскнехта и Колонны штурмовали стены Рима 7 мая 1527 года, Агостино был одним из шестнадцати кардиналов, бежавших вместе с папой Климентом VII в святилище Замка Святого Ангела. Выбор оказался ловушкой-тюрьмой, в которой папский двор содержался с мая по ноябрь. После разграбления Рима26 ноября 1527 года, он был взят в заложники за хорошее поведение папы. Он попытался сбежать из замка с Анджело, как только договор был подписан, надев гражданское платье и плащ, но его узнали и арестовали, однако по просьбе папы ему была предоставлена свобода в замке. 6 декабря 1527 года, после семи месяцев плена, папа наконец покинул замок и немедленно направился в Капранику, направляясь в Орвието. Кардиналов, которые должны были стать заложниками, отвезли в Остию-Антику, где их ожидали галера, которая должна была доставить их в Неаполь. Императорские войска увезли Агостино в Неаполь, в замок Кастель-Нуово. Он и кардинал Пизани были окончательно освобождены в марте 1529 года после переговоров и уступок Климента VII.
Агостино был назначен администратором епархии Асти 25 сентября 1528 года Папой Климентом VII, но он отказался от должности епископа 16 июля 1529 года, когда этот епископ умер в 1536 году, кардинал Агостино снова принял на себя административное управление, которым он пользовался до 1547 года.
Впоследствии он был одной из главных профранцузских фигур в папской дипломатии. В апреле 1530 года он был отправлен в качестве Нунция во Францию с миссией, которая длилась месяц.
В1531 году Агостино был назначен управляющим епархией Байе после смерти епископа Пьера де Мартиньи.

### Конклав 1534
В сентябре 1533 года папа Климент VII совершил поездку в Марсель, устроив брак между своей племянницей Екатериной и вторым сыном короля Франциска I, Анри, герцогом Анжуйским. Он также договорился о серьезных мирных переговорах с королем Франциском и императором Карлом. Брак состоялось 28 октября в Марселе, но мирные переговоры, в ходе которых папа Климент VII неоднократно, но порознь, встречался с обоими монархами, не привели ни к какому решению. Агостино присутствовал на свадьбе и мирной конференции. Климент VII вернулся в Рим 10 декабря, больной лихорадкой и проблемами с желудком. В августе 1534 года Агостино, который держал короля Франциска I в курсе французских дел в Римской Курии, написал, что папа Климент VII страдает от тяжелой болезни и что врачи считают, что он находится в смертельной опасности. Папа Климент VII умер 25 сентября 1534 года, прожив 56 лет. Конклав по избранию его преемника начался вечером 10 октября, на церемонии открытия присутствовали тридцать два кардинала, одним из которых был Агостино Тривульцио. 11 октября были зачитаны различные буллы, управляющие конклавами, в том числе булла папы Юлия II против симонии, и кардиналы дали торжественные клятвы соблюдать буллы. Они также проголосовали за то, чтобы принять и санкционировать избирательные капитуляции, которые были составлены для Конклава 1513 года, и использовать открытое голосование, когда голосование начнется на следующий день. Однако вскоре после захода солнца 11 октября представители императорской и французской фракций, кардиналы Ипполито Медичи и Жан де Лотарингский, встретились с кардиналом Алессандро Фарнезе, деканом Коллегии кардиналов, и сообщили ему, что есть договоренность о том, что он будет следующим папой. Они сопроводили его в капеллу Паулины, где кардинал Джованни Пикколомини, заместитель декана, с единодушного согласия кардиналов провозгласил Фарнезе папой. Сделка была официально засвидетельствована тремя церемониймейстерами, которые также были протонотариями апостольскими. На следующее утро, 12 октября, состоялось письменное голосование, и Фарнезе, как и ожидалось, был избран единогласно. Он выбрал имя Павел III.
Агостино был назначен администратором епархии Бруньято 21 февраля 1539 года, пока не ушел в отставку 5 марта 1548 года. Также он был назначен администратором епархии Перигё 27 августа 1541 года, после отставки предыдущего администратора, кардинала Клода де лонги де Живри.
В консистории 2 июня 1536 года папа Павел III заявил, что намерен послать легатов к императору Карлу V, королю Фердинанду и королю Франциску I ради сохранения мира. А поручил эту задачу кардиналам Марино Караччоли, Франсиско Киньонесу и Агостино Тривульцио. 14 июня Агостино получил верительные грамоты в качестве легата, 9 июля он имел беседу с императором Карлом V в Савильяно, к югу от Турина. Потом он прибыл к французскому двору в Лионе 21 июля и отбыл 16 октября. Он представил свой всеобъемлющий доклад папе Павлу III 4 ноября 1536 года.
В 1546 году Агостино присутствовал и играл видную роль в Тридентском соборе.

### Смерть
Кардинал Агостино Тривульцио умер 30 марта 1548 в Риме, в своем палаццо в районе Парионе в возрасте 62 лет. Он был похоронен в церкви святая Мария дель Ливия в Риме.